# Fonds régional d'art contemporain de Bretagne
 (novembre 2016).
Si vous disposez d'ouvrages ou d'articles de référence ou si vous connaissez des sites web de qualité traitant du thème abordé ici, merci de compléter l'article en donnant les références utiles à sa vérifiabilité et en les liant à la section « Notes et références ».
Le fonds régional d'art contemporain Bretagne (Frac Bretagne) a été créé par l’État français et le Conseil régional de Bretagne en 1981.
Sa collection est constituée de près de 6000 œuvres (2021), dont il assure la diffusion à l’échelle régionale, nationale et internationale. Cette collection est la base de ses actions de diffusion et de sensibilisation.

## Historique
Le Frac Bretagne est créé en 1981, c'est le premier des Frac,.
D'abord installé dans les locaux de la direction régionale des Affaires culturelles de Bretagne[Lesquels ?], le Frac Bretagne a ensuite grandi dans les murs d'une ancienne école, à Châteaugiron, de 1985 à 2012, pour enfin déménager dans un bâtiment dessiné par Odile Decq. Il est le premier des Frac dit de nouvelle génération à inaugurer son bâtiment le 5 juillet 2012.
Par arrêté préfectoral en date du 27 décembre 2012[réf. souhaitée], le Fonds régional d’art contemporain Bretagne accède au statut d’établissement public de coopération culturelle (EPCC). Les membres fondateurs du nouvel établissement sont le ministère de la Culture et de la Communication (DRAC de Bretagne), le Conseil régional de Bretagne et la Ville de Rennes.

## Architecture du bâtiment
En 2005, à l'issue d'un concours, l'agence Odile Decq - Benoît Cornette est désignée pour la construction du nouveau bâtiment. Le nouveau bâtiment se situe dans la ZAC de Beauregard, au nord-ouest de la ville, près du site de l'université Rennes II. Le site est en hauteur, offrant une vue sur la ville. Le bâtiment juxtapose l'Alignement du XXIe siècle d'Aurelie Nemours. L'artiste avait imposé deux contraintes : les 72 stèles ne doivent pas être éclairées et le bâtiment doit présenter une façade silencieuse afin de ne pas dénaturer son œuvre. Le nouveau bâtiment est un parallélépipède avec deux façades lisses, la façade sud allant du noir au gris avec des intensités de réflexion différentes fait disparaître le bâtiment dans le ciel.
La figure du parallélépipède est coupée en deux dans sa longueur, en oblique et sur toute la hauteur, pour laisser le jour entrer dans l'atrium. Cela forme une faille à l'intérieur du bâtiment et permet aux visiteurs de déambuler à la découverte des œuvres. L'auditorium de couleur rouge vient se nicher au milieu du bâtiment. Le visiteur longe ce volume pour rejoindre les salles d'exposition, complètement ouvert sur le parc de Beauregard et sur l’œuvre d'Aurélie Nemours. D'un point de vue technique le plancher des salles d'exposition ne touche pas le volume de l'auditorium créant des tensions et des espaces dilatés. La surface totale fait 5000 m², avec une surface d'exposition de 1000 m² et un auditorium de 230 places. Le bâtiment est inauguré le 5 juillet 2012.

## Collections
Au moment de la création du Frac, la Bretagne ne disposait pas de collections publiques d’art contemporain, ni de musée d’art contemporain. Il est alors décidé d'ancrer la collection du Frac dans les années 1950 avec deux temps forts : d'une part, autour du critique d'art Charles Estienne sur le thème de l'abstraction lyrique et du paysage, et d'autre part, en lien avec les deux affichistes Raymond Hains et Jacques Villeglé, sur les relations entre l’art et l’histoire dans le cadre d’une réflexion sur le statut de l’image contemporaine.
La collection recèle également d’importants ensembles monographiques.
En 2012, sa collection est de 4 000 oeuvres provenant de 500 artistes. En 2017, sa collection s'élève à 5000 œuvres. Après les acquisitions 2021, la collection s'élève à près de 6 000 oeuvres.
La diffusion de la collection se fait sur toute la Bretagne à travers des expositions ou des accrochages réalisés en milieu scolaire ou hospitalier.

## Expositions
Le Frac Bretagne organise de six à huit expositions chaque année, réalisées en propre pour mettre en valeur sa propre collection ou en coproduction.
En janvier 2024, à l'occasion de l'anniversaire des 40 ans des Frac, une exposition intitulée L’autre musée, les trésors d’une grande collection présente un échantillon de la collection du Frac Bretagne avec 80 œuvres de 60 artistes. Cette exposition permet de présenter des œuvres d'artistes français ou internationaux renommés, telles que des œuvres de Pierre Soulages, Vera Molnar, Martha Rosler ou encore un document de travail d'Andy Warhol.
2015
- Jean-Charles Hue, Lágrimas Tijuana[14], du 23 octobre au 29 novembre 2015. Commissariat : 40mcube
- Camille Bondon, Rémi Duprat, Aurélie Ferruel et Florentine Guédon, Camille Tan, GENERATOR #1[15], du 23 octobre au 29 novembre 2015. Commissariat : 40mcube

2017
- Didier Vermeiren, Construction de distance, du 14 janvier au 23 avril 2017

2018
- Sculpter (faire à l’atelier), du 14 mars au 27 mai 2018
- Yvan Salomone, Déluge & retrait, du 15 juin au 26 août 2018
- Cécile Bart, Effet d'hiver, du 21 décembre 2018 au 10 mars 2019

2019
- Collection. La composante Peintures, du 30 mars au 26 mai 2019

2021
- Martin Parr, Parrathon, jusqu'au 24 janvier 2021[16]
- Nathaniel Mellors, Permanent presents,  du 8 octobre 2021 au 2 janvier 2022[17], exposition citée parmi les 10 préférées du magazine Les Inrockuptibles en 2022[18]

## Prix Frac - Art Norac
Depuis 2021, le Frac Bretagne décerne un prix en partenariat avec Art Norac, association de mécénat du groupe agroalimentaire Norac. Ce prix vise à soutenir le développement professionnel des artistes vivant et travaillant en Bretagne en leur permettant d'exposer à l'international,.
En 2021, le gagnant, Corentin Canesson, a pu exposer au Visual Arts Center à Austin, au Texas.
En 2022, 41 candidatures sont reçues. Le prix est attribué à l'artiste Fanny Gicquel qui, grâce à ce prix, exposera à Dublin en 2023.
En 2023, la lauréate est l'artiste Céline Le Guillou qui expose au Frac Bretagne en 2023 et rencontre la ministre de la Culture à l'occasion de sa visite de l'exposition.

## Galerie

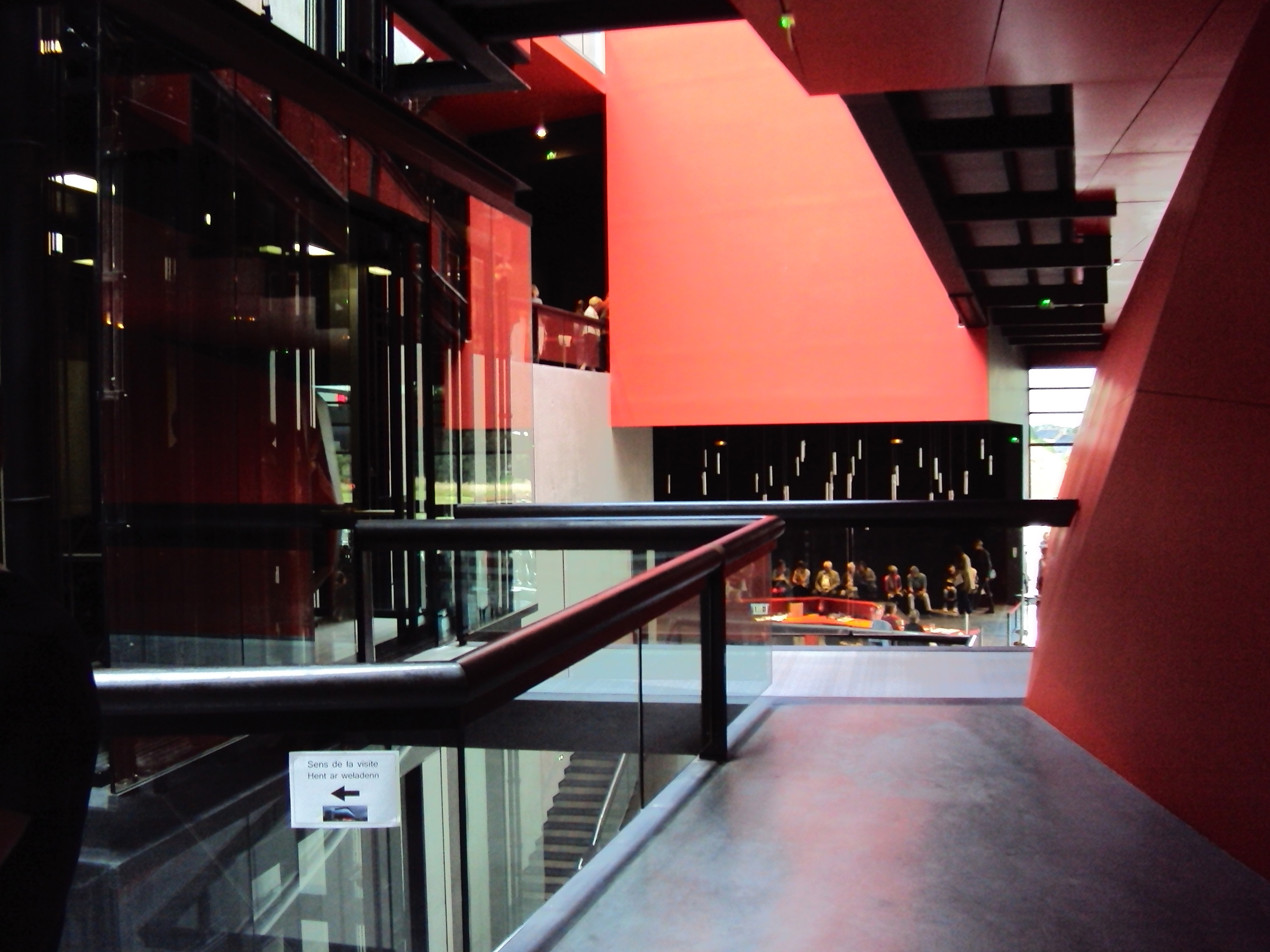
Hall principal
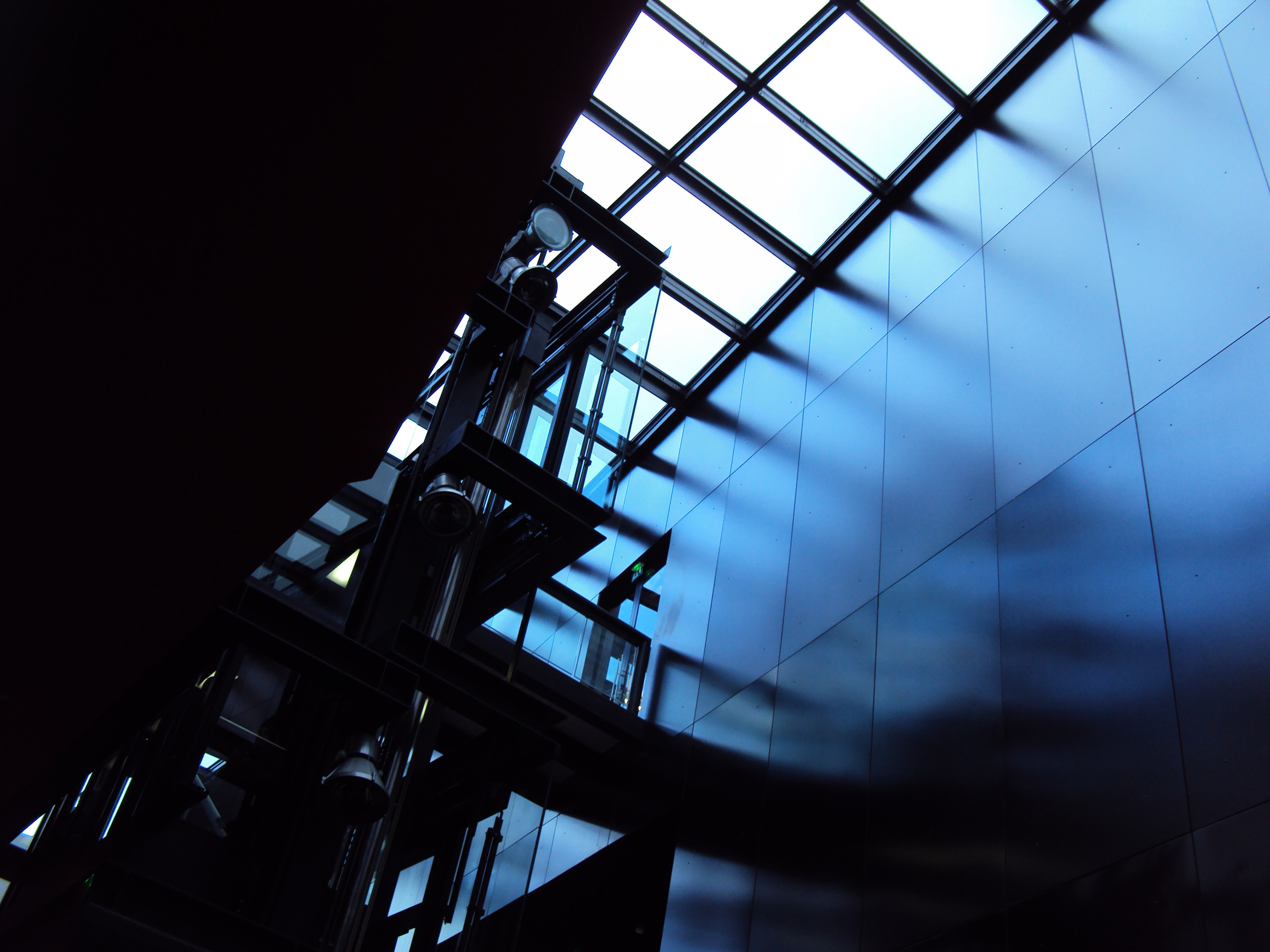
Le plafond
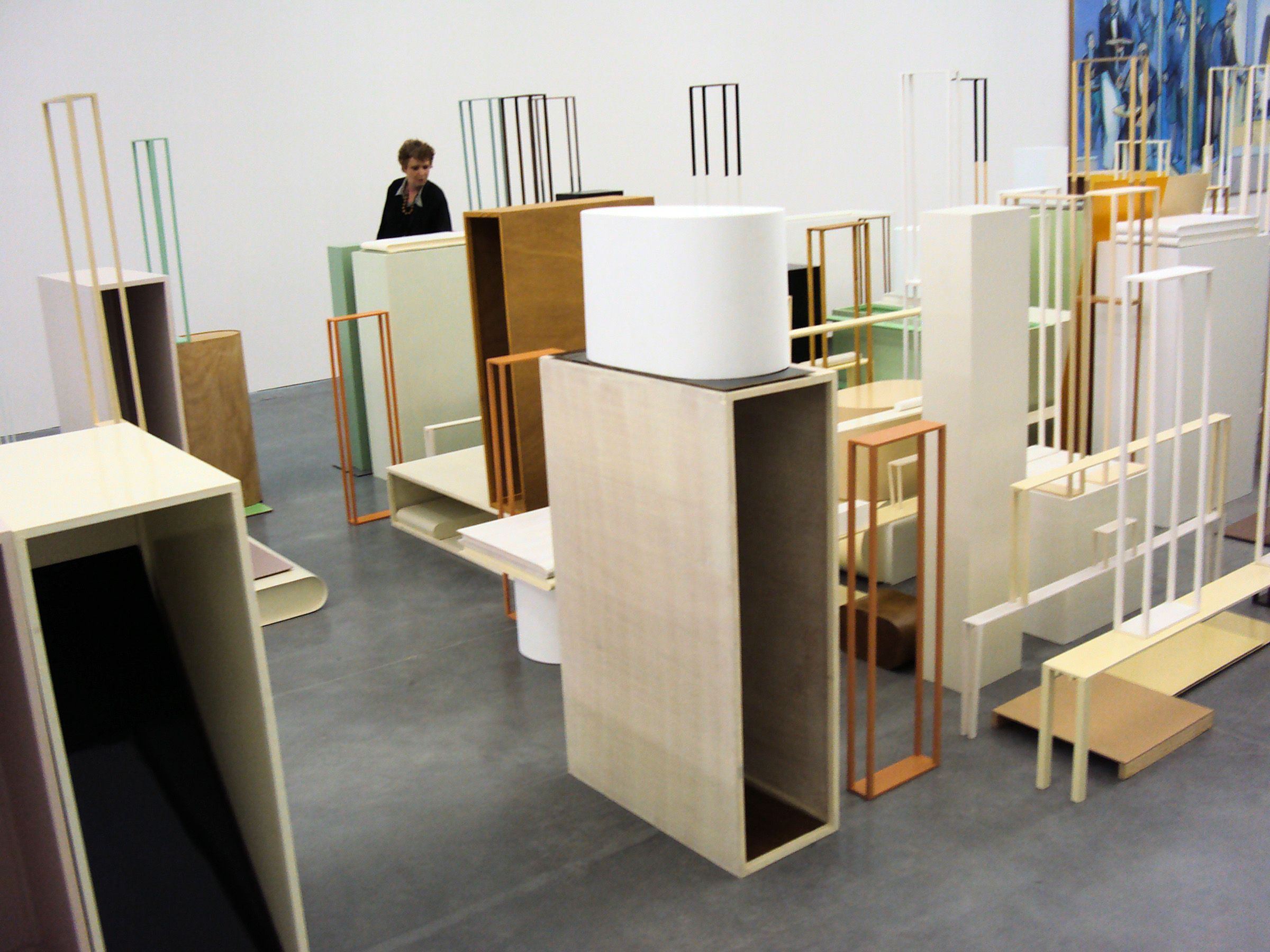
Galerie d’œuvres